# Mactra stultorum
Mactra stultorum är en musselart som först beskrevs av Carl von Linné 1758.  Mactra stultorum ingår i släktet Mactra och familjen Mactridae. Inga underarter finns listade i Catalogue of Life.

## Bildgalleri

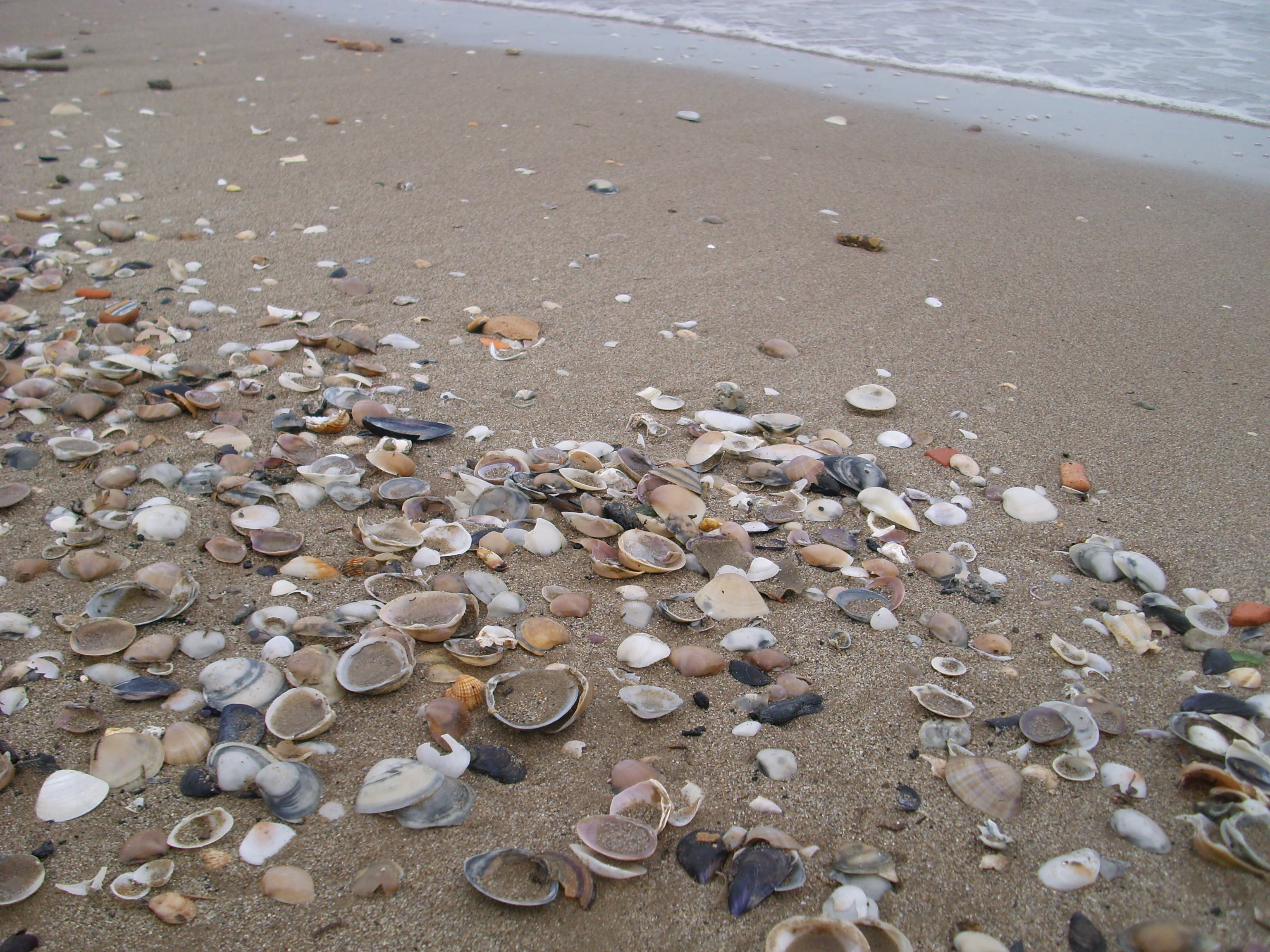
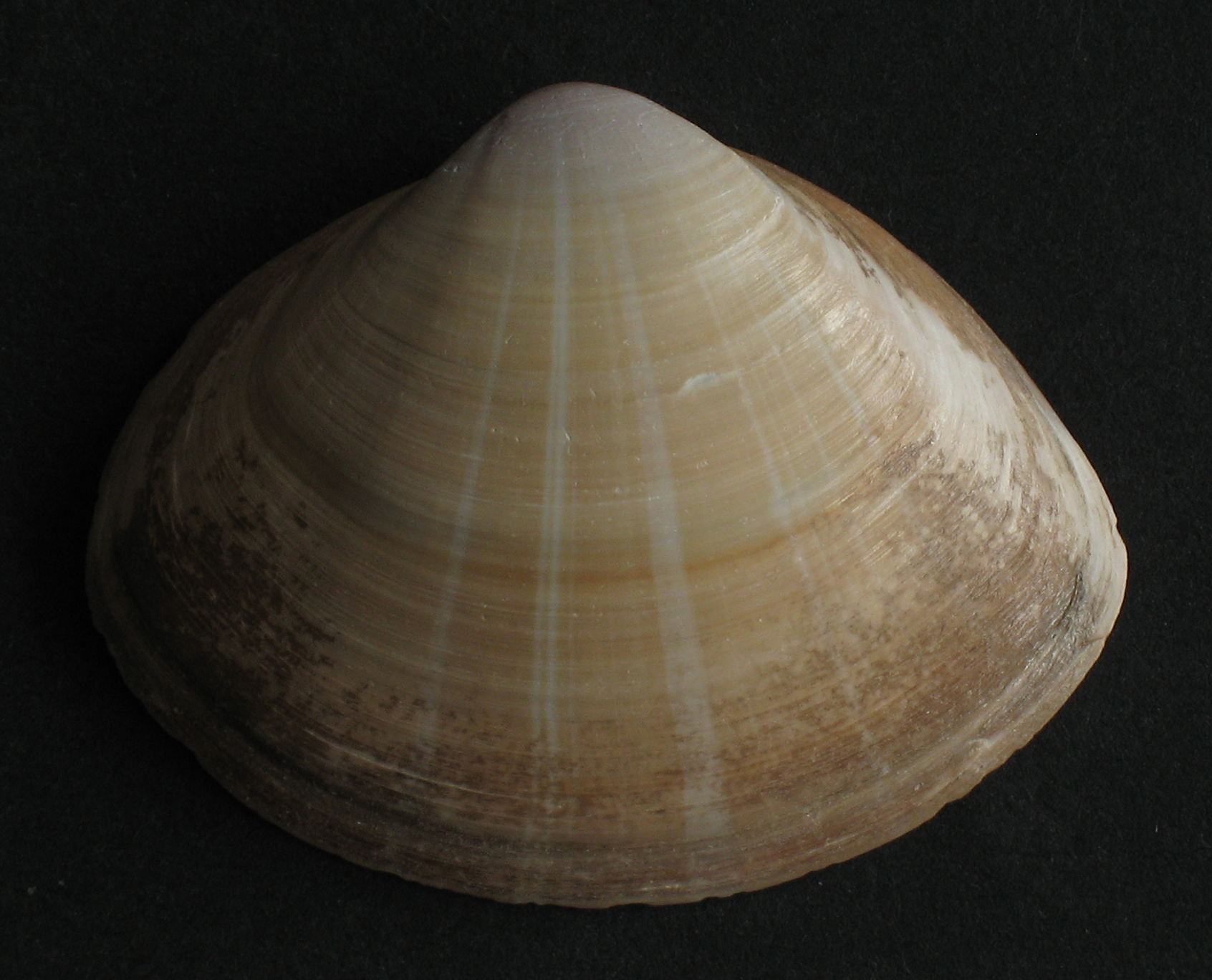
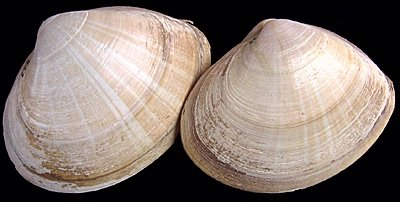

var. atlantica Höger klaff
var. atlantica Vänster klaff
var. cinerea Höger klaff
var. cinerea Vänster klaff
var. lignaria Höger klaff
var. lignaria Vänster klaff